# Энциклопедия
Энциклопе́дия (новолат. encyclopaedia, не ранее XVI века; от др.-греч. ἐνκύκλιος παιδεία «обучение в полном круге (по всему кругу знаний)», от κύκλος «круг» + παιδεία «обучение, пайдейя») — научное (адресованное специалистам) или научно-популярное (адресованное широкому кругу читателей) издание, представляющее собой систематизированный свод знаний, предназначенный служить справочником и научным пособием.
Универсальные энциклопедии содержат наиболее существенную информацию по всем отраслям знания и практической деятельности; такие энциклопедии концентрируют общепринятые на время их составления в науке воззрения на природу и общество, отражают текущий уровень науки и культуры. Специальные (отраслевые) энциклопедии посвящены одной научной дисциплине, области знания или практической деятельности.
Выделяются также региональные энциклопедии, содержащие наиболее существенную информацию по отдельному региону — в рамках одной темы, как отраслевые, или же по широкому кругу тем, как универсальные. К отдельному типу принадлежат персональные энциклопедии.
Материал в энциклопедии может располагаться как в алфавитном порядке, так и по темам, а также в алфавитно-тематическом порядке.
Энциклопедии характеризуются такими качествами и особенностями, как полнота охвата предмета, высокая справочно-информационная насыщенность и достоверность, наличие связи через систему прямых и обратных ссылок между близкими темами и статьями. Применяется особая технология подготовки энциклопедического идания, которая призвана обеспечить достоверность и полноту знаний: создание отраслевых (тематических) и единого алфавитного словников; привлечение к созданию энциклопедии авторов, научных консультантов, рецензентов из числа ведущих специалистов; деятельность специализированных энциклопедических служб проверки фактографического материала, транскрипции, этимологии, библиографии, литературно-контрольного чтения и др. В совокупности эта технология обычно предполагает совместную авторскую и издательскую ответственность за содержание (солидарная ответственность).
Энциклопедия отличается от энциклопедического словаря более широким раскрытием тем, большим объемом статей.

На самом деле, цель энциклопедии — собрать знания, рассеянные по свету, привести их в систему, понятную для людей ныне живущих, и передать тем, кто придёт после нас, с тем, чтобы труд предшествующих веков не стал бесполезным для веков последующих, и чтобы наши потомки, обогащённые знаниями, стали добрее и счастливее, и чтобы мы не канули в вечность, не сумев послужить грядущим поколениям.
Оригинальный текст (фр.)
En effet, le but d’une Encyclopédie est de rassembler les connoissances éparses sur la surface de la terre ; d’en exposer le système général aux hommes avec qui nous vivons, & de le transmettre aux hommes qui viendront après nous ; afin que les travaux des siecles passés n’aient pas été des travaux inutiles pour les siecles qui succéderont ; que nos neveux, devenant plus instruits, deviennent en même tems plus vertueux & plus heureux, & que nous ne mourions pas sans avoir bien mérité du genre humain. // L’Encyclopédie, 1re éd., 1751, статья Encyclopédie (Tome 5, pp. 635-648A)
— Дени Дидро

## Понятие
Энциклопедия в том виде, в каком мы её знаем сейчас, появилась в XVIII веке. Образцом для неё послужил словарь. Словарь содержит только слова и их определения, давая читателю минимум информации и нередко не позволяя ему понять значение и применимость термина или как данный термин относится к более широкому кругу знаний. Чтобы устранить эти недостатки, энциклопедия глубже проникает в каждый освещаемый ею предмет и содержит обзор накопленного о нём знания. Энциклопедия часто содержит много географических карт и иллюстраций, а также библиографию и статистику.

### Область знаний
Энциклопедии делятся на универсальные (например, «Большая советская энциклопедия», «Британника», «Википедия»), отраслевые («Математическая энциклопедия», «Техническая энциклопедия»), региональные, проблемные, персональные.

#### Универсальные энциклопедии
Универсальная энциклопедия — энциклопедия, охватывающая весь круг знаний о мире и человеке. Прообразом такой энциклопедии может служить составленная Плинием Старшим для императора Тита «Естественная история».

### Целевая аудитория
Целевая аудитория, которой энциклопедия адресована, может отличаться:
- по уровню подготовки читателя
- по возрасту читателя

В зависимости от подготовки читателя, энциклопедия может излагать материал о некой определённой области знания (например, о медицине, философии, военном деле или юриспруденции) более или менее специальным языком.
В зависимости от возраста читателя энциклопедии отличаются глубиной погружения в тему, степенью разъяснения предмета, шрифтом (для бумажных энциклопедий), кругом тем, а также стилем изложения.

### Способ организации
Способ организации энциклопедии важен для удобства её использования в качестве справочной литературы. Исторически сложилось два основных способа организации энциклопедии: алфавитный и иерархический.

Алфавитная (или алфавитно-словарная, или просто словарная) организация основана на расположении отдельных не связанных между собой статей в алфавитном порядке названий их предмета. Энциклопедии, в которых информация разделена  по словам и словосочетаниям, называются энциклопедическими словарями, например, 82-томный Энциклопедический словарь Брокгауза и Ефрона, 58-томный Энциклопедический словарь Гранат, Википедия. Разновидностью энциклопедий являются также энциклопедические справочники, в которых статьи представлены в предельно сжатой форме.
Системная (или логически-тематическая, иерархическая) организация. Кроме того, существуют энциклопедии, в которых информация разделена  по отраслям знаний, например, 12-томная Детская энциклопедия.
Существуют и энциклопедии смешанного типа, например, большая часть Большой советской энциклопедии построена как энциклопедический словарь, но том «СССР» построен по логически-тематическому (иерархическому) принципу.
Новые возможности для организации энциклопедии создают электронные устройства, позволяющие, например, проводить поиск по ключевым словам.

### Метод составления
Современные средства накопления и обмена информацией создают всё новые способы для сбора, проверки, обработки и представления информации. Такие проекты, как Википедия, представляют собой пример новых форм энциклопедии, в которых дополнение и извлечение информации предельно упрощено.

## История

### Энциклопедии в древности
Хотя сам термин «энциклопедия» вошёл в обиход только в XVI веке, энциклопедические труды известны с древних времён. Терминологические словари составлялись уже в Древнем Египте в период Среднего царства (II тысячелетие до н. э.). Своды знаний составлялись и в Древнем Китае (XII—X века до н. э.). Энциклопедии были популярны в христианском мире в период раннего Средневековья: на западе примером могут служить творения Исидора Севильского, на востоке — византийский словарь «Суда».
Первая попытка создать труд, содержащий информацию по всем отраслям человеческих знаний, была сделана приблизительно в 350 г. до н. э. Спевсиппом.
Труд Спевсиппа не уцелел.
В отличие от труда Спевсиппа, подобная работа китайцев (IV—II вв. до н. э.) «Эр Я» сохранилась. Величайшей энциклопедией была «Летопись весны и осени господина Лю», законченная в 239 г. до н. э. Её создатель Люй Бувэй был настолько уверен в том, что собрал всю сумму человеческих знаний, что предложил награду в 1 кг золота любому, кто добавит или опротестует хотя бы одно слово в энциклопедии.
Самой полной древней энциклопедией была «Естественная история» Плиния Старшего. Она была закончена в 77 г. и состояла из 2500 глав и 37 томов. В ней содержалось 20 тысяч заслуживающих внимания «фактов», отобранных из 2000 работ более чем 100 различных авторов.
Атхарваведа по своей обширности очень близка к энциклопедии, содержа сведения и о помазании царя на царство, и о свадьбе или похоронах, и о постройке хижины, и о лечении больных.

### Средневековые энциклопедии
На мусульманском Востоке c X века была известна 4-томная «Энциклопедия братьев чистоты», состоящая из 50 популярных очерков из разных областей знания. Эта Энциклопедия стала единственным подобным справочным изданием.
В период Высокого Средневековья на западе Европы сложилось несколько видов энциклопедических трудов: зерцала (лат. specula), компендиумы (compedia), суммы (summæ), которые служили в основном учебными пособиями для студентов «низших» общеобразовательных факультетов университетов. Примером может служить труд доминиканского монаха Винцента из Бове (середина XIII века) «Bibliotheca Mundi» («Всемирная библиотека»), иначе «Великое зерцало» (лат. Speculum majus) — в 80 томах и трёх частях. До XIII века все подобные издания выходили на латыни, однако постепенно появляются и глоссарии — словари малоупотребительных слов и выражений.
В 1403—1408 годах по приказу китайского императора Юнлэ была создана Энциклопедия Юнлэ — самая большая неэлектронная энциклопедия в истории человечества, над которой трудились две тысячи человек. Она включала содержание всех книг, имевшихся в императорской библиотеке, включая канонические, исторические, философские, художественные произведения. Каждый раздел представлял собой сборник выдержек, иногда целых глав или трактатов на одну общую тему, обозначенную иероглифом-названием раздела. Энциклопедия насчитывала 22 877 цзюаней (не считая 60 цзюаней оглавления), которые подразделялись на 11 095 томов-цэ. Суммарный объём свода — около 510 000 страниц и 300 000 000 иероглифов. В настоящее время сохранилось не более 797 цзюаней (4 % первоначального текста), переизданных в рамках международного проекта. Было сделано всего две или три копии этой энциклопедии.

### Эпоха Возрождения
В эпоху Ренессанса, в XIV—XVI веках, энциклопедическая культура получила большой толчок, в том числе благодаря изобретению печатного станка Иоганном Гутенбергом. В XVI—XVII веках появляется термин «энциклопедия» (а также «циклопедия») в его современном значении.

### XVII—XIX века
Хотя сама идея универсальной и общедоступной энциклопедии появилась ещё до XVIII века, «Циклопедия или универсальный словарь наук и искусств» Э. Чемберса (1728), «Энциклопедия» Дидро и д’Аламбера (начало выпуска с 1751), а также «Энциклопедия Британника», «Энциклопедия Брокгауза» и другие энциклопедии того времени были первыми среди тех, которые имели вполне современный облик, привычный для нас. Их статьи были одновременно доступными по стилю изложения и глубокими по содержанию, систематически расположенными в предсказуемом порядке. Тем не менее, даже у ранней из них, энциклопедии Чемберса 1728 г., был предшественник, «Лексикон Техникум» Джона Харриса (1704), который также по содержанию и названию представлял собой «Универсальный английский словарь искусств и наук, истолковывающий не только термины искусств, но и сами искусства».
Уже в эпоху французского Ренессанса энциклопедии стремились описать не столько каждый факт, известный человечеству, сколько знание самое необходимое, и необходимость оценивалась по разным критериям, в результате чего и энциклопедии значительно различались по своему объёму. Среди них были, например, энциклопедии о моральных нормах. Большое влияние на европейский энциклопедизм оказала популярная в своё время работа английского врача и философа Томаса Броуна «Псевдодоксия эпидемика, или Ошибки и вульгаризмы» (1646), выдержавшая до 1672 г. пять изданий и переведённая на латынь, французский, немецкий и голландский языки. В предисловии автор уже называл её энциклопедией и ставил перед собой цель рассеять заблуждения и предрассудки своей эпохи. Этот труд был, однако, изложен ещё не в алфавитном, а в традиционном для Средневековья иерархическом порядке и систематизировал отдельно минералы, растения, животных, мир человека, небесные светила и космологические представления.
Наиболее распространённый в наше время алфавитный порядок, по-видимому, впервые применил Джон Харрис в энциклопедии «Лексикон Техникум». Сам Ньютон опубликовал во втором томе «Лексикона», вышедшем в 1710 г. свою единственную статью по химии. Энциклопедия Харриса была, в основном, посвящена науке, но в том понимании, которое существовало на начало XVIII в., и которое в наше время назвали бы наукой и технологией. Тем не менее, значительное количество статей касалось гуманитарных наук, изобразительного искусства, законодательства, коммерции, музыки и геральдики. Сравнительно небольшой по объёму, около 1200 страниц, «Лексикон» можно назвать скорее энциклопедическим словарём, чем энциклопедией в современном смысле этого слова. Сам Харрис считал его словарём; действительно, это один из первых технических словарей всех времён и народов.
Двухтомная «Циклопедия» Чемберса кроме алфавитного порядка ввела ещё одно новшество: внутренние ссылки из одних статей на другие. Её переводом на французский вдохновлялись авторы самой известной ныне энциклопедии XVIII века, оказавшей столь значительное влияние на культурную и политическую жизнь Европы накануне французской революции. Её полное название: «Энциклопедия, или толковый словарь наук, искусств и ремёсел» («Encyclopédie ou dictionnaire raisonné des sciences, des arts et des métiers»). Под редакцией Дидро и д’Аламбера с 1751 по 1772 г. вышло 28 томов, над ещё 7 томами вспомогательных материалов, опубликованных к 1780 г., работали другие редакторы. Историческое значение именно этой энциклопедии обусловлено тем, что она содержала систематический обзор идей французского Просвещения, изложенный самими просветителями, прозванные в своё время какуаками, во главе с тем же Дидро.
Взгляды Дидро на то, какой должна быть энциклопедия, были им изложены в статье с одноимённым названием. По его мнению, совершенная энциклопедия должна быть чем-то большим, нежели сумма её составных частей. «Даже если бы аналитический словарь наук и искусств был лишь методичной комбинацией своих отдельных элементов, я всё же спросил бы, кто отвечает за подбор этих элементов?» Дидро считал, что энциклопедия должна устанавливать связи между понятиями. Понимая, что весь массив человеческих знаний невозможно изложить в одной работе, он всё же считал, что в ней можно, по крайней мере, показать взаимозависимость между ними.
Французская «Энциклопедия», в свою очередь, стала вдохновляющим примером для создания знаменитой «Британской энциклопедии» или «Британники». Её начало в Шотландии 1768—1771 гг. было скромным: в то время она состояла из всего трёх томов и 2391 страницы. Но когда к 1797 г. было завершено её третье издание, «Британника» состояла уже из 18 томов, а среди её авторов были самые авторитетные учёные своего времени.
В Германии в 1732—1754 гг. была издана самая объёмная энциклопедия XVIII века — «Grosses vollständiges Universal-Lexicon Aller Wissenschafften und Künste», 68 томов, 750 тыс. статей), выпущенный в Лейпциге И. Г. Цедлером. По сравнению с ним «Энциклопедический словарь» Ф. А. Брокгауза, также впервые изданный в Лейпциге на немецком языке в 1796—1808 гг., был совсем небольшим, всего шесть томов. Сокращение объёма по сравнению с предшествующими энциклопедиями объяснялось соображениями доступности для понимания. Энциклопедия не ставила себе целью заменить учебники, а лишь популярно и без чрезмерных подробностей изложить результаты исследований и открытий того времени. Такой подход, прямо противоположный стилю «Британники», был впоследствии перенят большинством энциклопедий XIX века как в Европе, так и в Соединённых Штатах.
В XIX веке важную роль сыграли немецкий «Энциклопедический словарь Мейера» («Meyers Konversations-Lexikon», 1839—1852, 46 томов, впоследствии ещё 6 дополнительных), французский «Grand Dictionnaire universel du XIXe siècle» (17 томов с приложениями, изданы в 1866—1890 гг.) и английская «Пенни Циклопедия», выпуски которой выходили еженедельно и стоили всего пенни каждый. Такое издание пользовалось спросом в эпоху широкого распространения среднего образования. Доступные по цене энциклопедии широко издавались и в XX веке.
К концу XIX века собственные национальные энциклопедии появились в Италии, Австрии, Польше, Дании, Швеции, Португалии, Нидерландах, Чехии, а также в Австралии и США.

### XX век — настоящее время
Наиболее известной энциклопедией XX века стала «Энциклопедия Британника», права на которую принадлежат американским издателям. В 1985 году вышло 15-е издание, включающее 32 тома.
Наряду с традиционными энциклопедиями появляются энциклопедические словари школьника.
В начале XX века была попытка создать информационное хранилище Mundaneum, которым мог воспользоваться любой человек в мире, отправив запрос почтой или телеграфом.
В 90-х годах XX века с развитием мультимедийных технологий появились электронные энциклопедии на компакт-дисках. Компьютерные технологии существенно изменили характер доступа к энциклопедическим сведениям — поиск статей стал практически мгновенным, появилась возможность вставлять в статьи не только качественные фотографии, но и звуковые фрагменты, видео, анимацию. Наиболее значимым стало издание в 1993 году «Encarta» американской корпорацией Майкрософт, и в 1994 году электронной версии «Британники».
«Энциклопедия Британника» в марте 2012 года отказалась от выпуска бумажных изданий энциклопедии в 32-х томах и полностью перешла на мультимедийный формат.
В России наиболее значительным проектом такого рода с 1996 года являлась «Большая энциклопедия Кирилла и Мефодия» (БЭКМ), ежегодно издававшаяся в обновлённом варианте компанией «Кирилл и Мефодий» и позиционировавшаяся как полноценная энциклопедия, хотя реально она была расширенным и переписанным «Большим энциклопедическим словарем» (БЭС). В середине 2004 года появилась энциклопедия «Кругосвет» (издание вышло на компакт-диске и появилось в Интернете).
Один из наиболее крупных проектов по публикации энциклопедических изданий в Интернете на русском языке — открытый в 2000 году портал «Рубрикон», где выложены тексты и иллюстрации 62 энциклопедий и словарей. Многие материалы проекта находятся в платном доступе.

### Свободные энциклопедии
Свободная энциклопедия (англ. free encyclopedia или free content encyclopedia) — это энциклопедия, состоящая из свободного контента, то есть доступная по свободной лицензии или как общественное достояние.
В 1999 году Ричард Столлман сформулировал идею свободной универсальной энциклопедии и предложил GNUPedia, онлайновую энциклопедию, похожую на ОС GNU.
До Nupedia и Википедии не было уверенности, что в Интернете можно основать стабильный проект свободной энциклопедии.
9 марта 2000 года был запущен проект Nupedia. С самого начала Нупедия придерживалась принципов свободной энциклопедии, используя сначала Nupedia Open Content License, а потом в начале 2001 года перейдя на GNU FDL по просьбе Ричарда Столлмана и Фонда свободного программного обеспечения. После смены лицензии Нупедии на GFDL, на странице gnu.org/encyclopedia/encyclopedia.html появился текст о решении объединить проекты GNUpedia и Nupedia и призывающий посетителей сайта GNU.org внести свой вклад в свободную энциклопедию. Вместо «энциклопедия с открытым контентом» (англ. open content encyclopaedia) Нупедия получила лозунг «свободная энциклопедия» (англ. free encyclopedia), который был потом унаследован Википедией. Но несмотря на статус свободной энциклопедии, Нупедия не была вики-сайтом, а писать тексты было разрешено только дипломированным специалистам после одобрения предварительной заявки.
Несмотря на большой резонанс и интерес к проекту, за полгода было написано только 2 статьи и Нупедия так и не стала успешным проектом. Ради ускорения процесса пополнения Нупедии статьями 15 января 2001 года была открыта Википедия, которая уже использовала технологию «вики». В первые месяцы существования Википедии успех был удивительным. Википедия привлекала и совсем новых участников, и участников Нупедии, которые перешли в новый проект. Вскоре Википедия начала функционировать совсем независимо от Нупедии. Википедия понравилась сторонникам GNUPedia и Фонда свободного программного обеспечения, которые были против проверки статей и очень беспокоились по поводу бюрократии. Через некоторое время после открытия Википедии на странице www.gnu.org/encyclopedia/encyclopedia.html появился текст о том, что Википедия приняла философию Нупедии и GNU призывает внести свой вклад в Википедию. Нупедия была закрыта 26 сентября 2003 года, её статьи были перенесены в Википедию. К моменту закрытия, через 2,5 года после начала работы, в Нупедии было всего лишь 24 готовых статьи и более 74 незаконченных статей.
Английская Википедия стала крупнейшей в мире энциклопедией в 2004 году, достигнув отметки в 300 000 статей.
На 2013 год крупнейшими энциклопедиями в мире являются китайские интернет-энциклопедии Худун (7,5 млн статей) и Байду (6,2 млн статей), однако если считать все языковые разделы Википедии единой энциклопедией, то она прочно находится на первом месте в мире (46,9 млн статей).
Существует мнение, что одним основных недостатков, порождённым методом создания Википедии, является, внутренняя противоречивость; авторы могут по разному оценивать одни и те же факты; поэтому на современном этапе Википедию нельзя в полной мере считать «приведённым в систему обозрением отраслей человеческого знания». Однако именно в споре рождается истина: приведение в систему накопленного материала является одной из постоянных целей Википедии. Опытные авторы хорошо понимают, что эта цель недостижима, как понимают и то, что стремление к совершенству отнюдь не Сизифов труд; у Сизифа все его усилия заканчивались «у разбитого корыта», а в создаваемых статьях постепенно остается только информация подкреплённая авторитетными источниками.
Существуют и другие свободные энциклопедии — Луркоморье, Абсурдопедия, Open Encyclopedia Project, Спортвики (спортивная энциклопедия), Вукипедия (о «Звёздных войнах»), WoWWiki (о вселенной Warcraft), Энциклопедия Песни Льда и Пламени (о мире описанном в одноимённой серии эпических фэнтези-романов), а также частично Encyclopedia of Life и Google Knol.

## Энциклопедии по странам

### В России
Первым энциклопедическим трудом в России следует считать «Словарь иноземных слов» в «Кормчей книге» новгородского епископа Климента, которая дошла до нас в списках.
В конце XVI — начале XVII веков распространение получили азбуковники, толковавшие понятия как в религиозной, так и в гуманитарной и естественно-научной областях. Большое количество справочников и словарей появилось в XVIII веке, например в 40-х гг. В. Н. Татищев составил «Лексикон российской исторической, географической, политической и гражданской» (опубликован в 1793).
В 1823—1825 годах издатель С. И. Селивановский предпринял выпуск «Энциклопедического словаря», рассчитанного на 40—45 томов, но издано было всего три тома.
В 1835 году книгоиздатель А. А. Плюшар приступил к изданию «Энциклопедического лексикона» (под ред. Н. И. Греча и О. И. Сенковского), выпуск которого прекратился в 1841 году на 17-м томе.
Среди других русских энциклопедий XIX века заслуживает внимания трёхтомный «Настольный словарь для справок по всем отраслям знаний» (Санкт-Петербург, 1863—1864) под редакцией Ф. Г. Толля.
С 1890 по 1907 год издавался «Энциклопедический словарь» Ф. А. Брокгауза и И. А. Ефрона, который, несмотря на немецкое происхождение, был создан при участии ведущих российских учёных. Энциклопедия была выпущена в двух исполнениях: в томах — 41 + 2 дополнительных и в полутомах — 82 + 4 дополнительных, общим тиражом, по разным данным, от 30 до 75 тыс. комплектов. В 1911 году фирма «Брокгауз и Ефрон» начала выпуск «Нового энциклопедического словаря» под ред. К. К. Арсеньева, но из планируемых 50 вышло только 29 томов.
С 1891 года издавался «Настольный энциклопедический словарь» в 58 томах. С 4-го тома издание словаря было продолжено товариществом «А. Гранат и К°».
После Октябрьской революции в России вышли отраслевые энциклопедии: Крестьянская сельскохозяйственная, Торговая, Педагогическая. Главной универсальной энциклопедией на долгие годы стала «Большая советская энциклопедия» (БСЭ), решение о издании которой было принято в 1925 году. В 1926—1947 годах вышло 1-е, т. н. «сталинское» издание БСЭ (66 томов), в 1949—1958 годах — 2-е издание (51 том), в 1969—1978 — 3-е издание (30 томов).
На заседании РВС СССР от 19 декабря 1928 года был рассмотрен вопрос об издании «Советской военной энциклопедии». Реввоенсоветом СССР была учреждена организационная комиссия в составе А. С. Бубнова (председатель), Б. М. Шапошникова, Р. П. Эйдемана, И. П. Уборевича, Б. С. Дуплицкого и С. Р. Будкевича. Издание «Советской военной энциклопедии» предполагалось закончить за два-три года, но из предполагавшихся томов в 1932—1933 годах вышло только два.
В Военном издательстве Министерства обороны СССР с 1976 по 1980 год выпущена в 8 томах «Советская военная энциклопедия» (СВЭ). В 1984 году там же выпущен «Военный энциклопедический словарь» (ВЭС).
В начале 2000-х годов начало готовиться первое издание «Большой российской энциклопедии» от одноимённого издательства — правопреемника «Советской энциклопедии». По разным причинам издание затянулось, и первый том («Россия») из 30 запланированных появился только в 2004 году, а вся энциклопедия в 35 томах выпущена в 2004—2017 годах. За год до этого начала публиковаться «Новая российская энциклопедия» (НРЭ) издательств «Инфра-М» и «Энциклопедия». НРЭ — более компактный проект, предусматривающий 18 томов (первый — также «Россия»). В 2005 году вышли вторые (первые алфавитные) тома БРЭ и НРЭ. В 2006 году была выпущена 62-томная «Большая энциклопедия» издательства «Терра», претендовавшая на «прорыв в энциклопедическом деле». Продажи энциклопедии начались в том же году.

## Бумажные энциклопедии

### Россия
- Энциклопедический лексикон. 17 тт. 1834—1841
- Справочный энциклопедический словарь. 12 тт. 1847—1855
- Энциклопедический словарь. СПб.: Ф. А. Брокгауз, И. A. Ефрон, 1890—1907. 82 + 4 тт.
- Большая энциклопедия: Словарь общедоступных сведений по всем отраслям знания / Под ред. С. Н. Южакова. СПб.: Просвещение, 1900—1909
  - 1-е — 4-е изд. (стереотипные). 1900—1907. 20 тт. + 2 дополнительных
  - 5-е изд. 1907—1909. 22 тт.
- Гранат: Энциклопедический словарь. 58 тт. 1910—1948
- Большая советская энциклопедия (БСЭ). Москва
  - 1-е изд. 65 тт. 1926—1947
  - 2-е изд. 50 тт. 1949—1958
  - 3-е изд. 30 тт. 1969—1978
- Большая российская энциклопедия, 35 т. + том «Россия», 2004—2017
- Техническая энциклопедия. 26 тт. 1927—1934
- Энциклопедический справочник «Машиностроение» М.: Машгиз, 1946—1951. 16 тт.
- Советская военная энциклопедия : в 8 т. / пред. гл. ред. комис. А. А. Гречко [т. 1, 8], Н. В. Огарков [т. 2—7]. — М. : Военное изд-во М-ва обороны СССР, 1976—1980.
- Военный энциклопедический словарь (ВЭС). М.: Военное издательство, 1983. 863 с. с иллюстрациями (30 листов)
- Детская энциклопедия
- Энциклопедия для детей
- Физическая энциклопедия
- Энциклопедия об алюминии
- Большая медицинская энциклопедия

### Другие страны
- Британская энциклопедия. 1768—2010
- Брокгауз (нем. Brockhaus). 1796—2006
- Энциклопедический словарь Мейера. 1839—1979
- Garbel. 5th edition. 9 тт. 1901
- Лексикотека (нем. Bertelsmann). С 1972
- Вьетнамский энциклопедический словарь. 2005 (первая вьетнамская энциклопедия)
- Цыхай — китайский многотомный энциклопедический словарь, его восьмитомное 7-е издание вышло в 2020 году в Шанхае

## Русскоязычные универсальные сетевые энциклопедии
- Open Encyclopedia Project
- Большая энциклопедия Кирилла и Мефодия
- Википедия
- Энциклопедия «Кругосвет»
- Пензенская энциклопедия